# Chopwell
Chopwell est une localité d’Angleterre située dans le district métropolitain de Gateshead du Tyne and Wear.